# 西南绣球
西南绣球（学名：Hydrangea davidii）为绣球花科绣球属下的一个种。

## 扩展阅读
- 維基物種上的相關：西南绣球